# Amos Atkinson Bliss
Amos Atkinson Bliss (* 16. November 1830 in Amherst, Nova Scotia; † nach 1870) war eine politische Persönlichkeit in New Brunswick, Kanada. Er vertrat von 1867 bis 1870 den Albert County in der Legislativversammlung von New Brunswick.
Er wurde als Sohn von Isaac Bliss und Priscilla Read geboren. 1855 heiratete er Miss Melvina Raworth, die Tochter von Ephraim Gordon Raworth und Carlisle Chappell. Nach ihrem Tod heiratete er Lois Gross. Bliss wurde bei einer Nachwahl im Jahr 1867 in die Provinzversammlung gewählt, nachdem John Lewis zum Legislativrat der Provinz ernannt worden war.